# Matteo Fabbro
Matteo Fabbro (Údine, 10 de abril de 1995) es un ciclista italiano, miembro del equipo Team Solution Tech-Vini Fantini.

## Palmarés
2017 (como amateur)
- 1 etapa del Giro del Valle de Aosta

## Resultados en Grandes Vueltas
| Carrera | Carrera         | 2018 | 2019 | 2020 | 2021 | 2022 | 2023 | 2024 | 2025 |
| ------- | --------------- | ---- | ---- | ---- | ---- | ---- | ---- | ---- | ---- |
|         | Giro de Italia  | —    | —    | 23.º | 32.º | —    | —    | 94.º | —    |
|         | Tour de Francia | —    | —    | —    | —    | —    | —    | —    | —    |
|         | Vuelta a España | —    | 54.º | —    | —    | 54.º | —    | —    | —    |

—: no participa

Ab.: abandono

## Equipos
- Team Katusha-Alpecin[1] (2018-2019)
- Bora-Hansgrohe[2] (2020-2023)
- Team Polti Kometa (2024)
- Team Solution Tech-Vini Fantini (2025-)[3]